# جیمز ملارت
جیمز ملارت (انگلیسی: James Mellaart; ۱۴ نوامبر ۱۹۲۵ – ۲۹ ژوئیهٔ ۲۰۱۲) باستان‌شناسی و نویسندهٔ اهل بریتانیا بود.
او غالباً به خاطر کشف سکونت‌گاه نوسنگی چتل‌هویوک در آناتولی (ترکیهٔ امروزی) شناخته می‌شود. دولت ترکیه او را در دههٔ ۱۹۶۰ به ظن شرکت در بازار سیاه اجناس عتیقه از کشور اخراج کرد.
ملارت در چندین جنجال دیگر هم نقش داشت و پس از مرگش مشخص شد برخی از اکتشافاتش به‌ویژه حکاکی‌ها و نقاشی‌های کاوش شده از محوطهٔ چتل‌هویوک در ترکیه جعلی بوده‌اند.

## کاوش چتل‌هویوک
ملارت محوطهٔ چتل‌هویوک را در ۱۹۶۱ کاوش کرد. ملارت و تیمش بیش از ۱۵۰ بنا و اتاق در چتل‌هویوک یافتند که با نقاشی، حکاکی، و مجسمه تزئین شده بودند. این کشفیات تأثیر مهمی در ادبیات باستان‌شناسی و به ویژه در زمینهٔ مطالعهٔ سازوکار پیدایش ساختارهای فرهنگی و اجتماعی در خاور نزدیک نوسنگی داشتند.
بنابر آرای ملارت، چتل‌هویوک مکان گردهم‌آیی مهمی برای پرستش الهه مادر بوده‌است. بسیاری از باستان‌شناسان با نظریات او مخالفت کردند. با اخراج ملارت از ترکیه، محوطهٔ چتل‌هویوک برای ۳۰ سال تعطیل ماند تا این که کاوش‌ها در دههٔ ۱۹۹۰ از سر گرفته شد.

## ماجرای دوراک
در ۱۹۶۵ ملارت گزارشی برای انیستیتوی بریتانیا نوشت و در آن بیان کرد که گنجینهٔ تاریخی عظیمی را در خانهٔ زنی جوان به نام آنا پاپاستراتی (Anna Papastrati) در ازمیر دیده‌است و درخواست کرد که این گزارش چاپ شود، ولی انیستیتوی بریتانیا پاسخ داد که نمی‌تواند گزارش را بدون وجود شواهد چاپ کند. ملارت گزارش را برای چاپ به مجلهٔ ایلاستریتد لاندن نیوز داد. این گزارش منجر به جنجالی در ترکیه شد و مقامات ترکیه از ملارت در مورد ماجرا و اینکه چرا او ماجرا را به دولت ترکیه اطلاع نداده بازپرسی کردند. در تحقیقات معلوم شد زنی به نام آنا پاپاستراتی وجود ندارد و حتی پلاک خانه‌ای که ملارت به مقامات ترک داده بود در ازمیر نیست. در نهایت دولت ترکیه ملارت را به علت مظنون بودن در قاچاق عتیقه‌جات از کشور اخراج کرد.

## بازنشستگی
ملارت در سال ۲۰۰۵ از تدریس بازنشسته شد. او در ۲۹ ژوئیه ۲۰۱۲ درگذشت.

## جعلیات
در سال ۲۰۱۸ زمین-باستان‌شناس سوئیسی-آلمانی ابرهارد زانگر با کمک پسر ملارت گزارشی منتشر کرد که بنا بر آن ملارت برای پشتیبانی از نظریاتش دست به مجموعه‌ای گسترده از جعلیات زده‌است.
در بازرسی از خانهٔ ملارت معلوم شد که بسیاری از کشفیات چتل‌هویوک جعلی بوده‌اند و او به نوعی یک «کارگاه جعل شواهد» داشته‌است.